# Caterina Cristina de Saxònia-Eisenach
Caterina Cristina de Saxònia-Eisenach (en alemany Katharine Christine von Sachsen-Eisenach) va néixer a Jena (Alemanya) el 15 d'abril de 1699 i va morir a Philippsthal el 25 de juliol de 1743. Era filla del duc Joan Guillem de Saxònia-Eisenach (1666-1729) i de Cristina Juliana de Baden-Durlach (1678-1707).

## Matrimoni i fills
El 24 de novembre de 1725 es va casar a Eisenach amb Carles I de Hessen-Philippsthal (1682-1770), fill de Felip de Hessen-Philippsthal
(1655-1721) i de Caterina Amàlia de Solms-Laubach (1654-1736). El matrimoni va tenir sis fills:
- Guillem (1726-1810), casat amb la princesa Ulrica Elionor de Hessen-Philippsthal-Barchfeld (1732-1795).

- Carolina (1728-1746)

- Frederic (1729-1751)

- Carlota Amàlia (1730-1801), casada amb Antoni Ulric de Saxònia-Meiningen (1687-1763)

- Felipa (1731-1762)